# Аннали
Анна́ли (лат. annales від annus — «рік») — записи за роками найважливіших подій у Стародавньому Римі, а також у деяких країнах Західної Європи за середніх віків. На Русі їхніми відповідниками були літописи. Вони є найдавнішою формою історіографічних творів. Щорічні записи були поширені у давніх єгиптян, ассирійців, персів, китайців та інших народів. У Стародавньому Римі за велінням верховного жерця (великого понтифіка) усі важливі події щорічно сухо й лаконічно нотувалися на білих, покритих гіпсом дошках, і їх показували публіці. Почалися такі записи гадають — у V столітті до н. е., але є й інші гіпотези. Втрачені, очевидно, під час пожежі Риму 387 до н. е., аннали були відновлені з пам'яті, зібрані в 80 книгах «лат. Annales Maximi» — «Великі Аннали». Ведення анналів припинилося між 123—114 роками до н. е.. Самі аннали не збереглися, проте відомості про них та їхній зміст є у творах давньоримських істориків. Останніх традиційно називали анналістами, а свої твори анналісти називали анналами.
У Європі аннали були поширені до XIII—XIV століть. Велися вони переважно в монастирях. Середньовічні аннали часто називали ще й хроніками. Починаються вони від «сотворіння світу» або ж Різдва Христового, писалися здебільшого латинською мовою. Для свого часу вони мали історичне значення, інколи їх виклад мав і прагматичний характер, був логічно обумовлений. Аннали разом з «Історіями» стали основою для появи пізніших хронік.
Найвизначніші середньовічні аннали:
- Аннали королівства франків, VIII—IX століття;
- Корвейські аннали, 658—1148 роки;
- Бертинські аннали, 830—882 роки;
- Книга чотирьох майстрів, 1632—1636 роки;
- Великопольські аннали, 730—1309 роки;
- Малопольські аннали, 899—964 роки;
- Аннали Верхньої Сілезії, 1071—1290 роки;
- Генриківські аннали, 977—1293 роки;
- Перші познаньські аннали, 929—1341 роки;
- Куявські аннали, 1202—1376 роки;
- Мазовецькі аннали, від 965 р. до сер. XIV ст.;
- Короткі краківські аннали, 965—1283 роки;
- Краківські компілятивні аннали, 966—1291 роки;
- Каменецькі аннали, 967—1165 роки;
- Саксонський анналіст, лат. Annalista Saxo 741—1139 роки;
- Аннали Камбрії, 447—954 роки;
- Фульдські аннали, 680—901 років;
- Сен-Бертенські аннали, 741—882 років;
- Реймські аннали, Х століття;
- Хільдесхеймські аннали, до 1137 року;
- Кведлінбурзькі аннали Ламберта Герсфольдського, ХІ століття;
- Празькі аннали, 899—1220 років;
- Мецські аннали, 678—830 роки;
- Аннали Мельрозського монастиря, 731—1275 роки;
- Аннали Ульстера, 431—1540 роки;
- Генуезькі аннали, 1099—1294 років
- Штаденські аннали

та інші.